# 佛朗哥·塞尔瓦吉
佛朗哥·塞尔瓦吉（義大利語：Franco Selvaggi，1953年5月15日—），意大利男子足球运动员，场上位置是前锋。他曾代表意大利国家队参加1982年国际足联世界杯，结果获得冠军。